# كم جاي سونغ
كيم جاي سونغ (بالكورية: 김재성)‏ (مواليد 3 أكتوبر 1983 في كوريا الجنوبية) لاعب كرة قدم كوري جنوبي يلعب حاليا في نادي بوهانغ ستيلرز الكوري الجنوبي .

## روابط خارجية
- كم جاي سونغ على موقع الاتحاد الدولي (مؤرشف)  (الإنجليزية)
- كم جاي سونغ على موقع دوري كوريا الجنوبية (الإنجليزية)
- كم جاي سونغ على موقع قاعدة بيانات كرة القدم.إي يو (الإنجليزية)
- كم جاي سونغ على موقع ناشيونال فوتبول تيمز (الإنجليزية)
- كم جاي سونغ على موقع Soccerway.com (الإنجليزية)
- كم جاي سونغ على موقع عالم كرة القدم.نت (الإنجليزية)